# Marta Querol
Marta Querol Benèch es una escritora española cuya primera novela, El final del ave Fénix, fue una de las diez finalistas al Premio Planeta en 2007.

## Trayectoria
Querol nació en la ciudad de Valencia y tras finalizar la licenciatura en Ciencias Económicas y Empresariales, sección Económicas entre 1983 y 1988,realizó un máster en Ingeniería y Gestión de la Calidad. En 1988 fue fallera mayor durante las fiestas de Valencia.
Su primera novela, El final del ave Fénix, presentada bajo el seudónimo de Malube Bazcuez, fue una de las diez finalistas al Premio Planeta en 2007. La novela fue publicada sucesivamente por dos pequeñas editoriales en 2008 y 2010 y, finalmente, autopublicada en Kindle Direct Publishing (Amazon) en 2011. A raíz de ello, tras posicionarse en los primeros puestos, atrajo la atención de la editorial Ediciones B (Penguin Random House), que la publicó en 2012.
El final del ave Fénix fue seguida por Las guerras de Elena (2012) y Yo que tanto te quiero (2015), que forman la trilogía de Los Lamarc. Las tres novelas han sido publicadas por Ediciones B tanto en España como en México.
Además de novelista es autora de varias antologías de relatos cortos, y también columnista. Entre 2007 y 2011 escribió la columna semanal Piedra, papel, tijera en el diario valenciano Las Provincias y desde 2016 escribe la sección Tinta Invisible en la revista literaria digital Zenda Libros.

## Obras
Novelas
- El final del ave Fénix. Los Lamarc I. (Ed.Centurione, 2008; Editorial Aladena, 2010; Amazon, 2011; Ediciones B, 2012)
- Las guerras de Elena. Los Lamarc II. (Ediciones B, 2012)
- Yo, que tanto te quiero. Los Lamarc III. (Cersa Editorial, 2015; Ediciones B México, 2016)
- El infiltrado (Editorial Sargantana, 2021)

Relatos
- Ilusionaria I (2011). Antología de cuentos infantiles ilustrados a beneficio de Matrioska Fons Mellaria.
- Una maleta llena de relatos (2013). Relatos de viajes junto a autores de la conocida como Generación Bibliocafé.
- Del loco al mundo (ACEN Editorial, 2014). Relatos del Tarot por 22 autores.
- Entre bambalinas(2016). Libro de relatos relacionados con el mundo del teatro para la conmemoración de los 100 años del Teatro Olympia.
- Invertido (2017). Finalista del concurso #RelatosconOrgullo.
- Relatos de amor y guerra (Ediciones Babylon, 2018). Relatos que sobre un fondo bélico cuentan una historia con la mujer como protagonista.
- Breverías (2019). Antología para lectores impacientes.